# Shakima Wimbley
Shakima Wimbley, född 23 april 1995, är en amerikansk friidrottare. Hon sprang tredjesträckan i finalen när USA blev världsmästare på 4x400 meter vid världsmästerskapen i friidrott 2017.

### Fotnoter
1. ↑  ”Athlete profile Shakima Wimbley”. iaaf.org. IAAF. https://www.iaaf.org/athletes/united-states/shakima-wimbley-280475. Läst 14 augusti 2017.
2. ↑  "IAAF WORLD CHAMPIONSHIPS LONDON 2017 - 4X400 METRES RELAY WOMEN". Läst 13 augusti 2017. (engelska)